# Proteïna antigel
Les Proteïnes antigel o proteïnes anticongelants (PA, i les sigles en anglès AFP) són un tipus de polipèptids produït per certs animals vertebrats, plantes fongs i bacteris que els premeten sobreviure n ambients per sota dels 0 °C. Aquestes proteïnes s'uneixen a petits cristalls de gel per inhibir el creixement (cristal·logènesi) i la recristal·lització del gel que d'altra manera els seria fatal. S'ha suggerit que aquestes proteïnes intervenen en l'aclimatització al fred dels organismres.

## Propietats
Al contrari que els anticongelants dels automòbils com l'etilen glicol, les PA no baixen el punt de congelació en proporció amb la concentració sinó que funcionen d'una altra manera que els permet d'actuar com anticongelant a proporcions d'1/300 a 1/500 respecte als altres soluts dissolts. Això minimitza l'efecte de la pressió osmòtica
Les PA creen una diferència entre el punt de fusió i el punt de solidificació coneguda com a histèrisi tèrmica. Inhibeixen cinèticament el creixement dels cristalls de gel cobrint la superfície de gel.

## Diversitat
Hi ha molts tipus no homòlegs de proteÍnes anticongelants:
- Proteïnes anticongelants dels peixos, es troben per exemple, en peixos de l'oceà Antàrtic i en el bacallà del nord amb els tipus I AFP, I-hyp AFP, II AFP III AFP, IV AFP.
- En les plantes les PA són bastant diferents dels altres tipus de proteïnes anticongelants i la seva classificació és més complicada[3] Tenen una activitat més feble d'histèrisi tèrmica,[4] la seva funció fisiològica és probablement més la d'inhibir la recristal·lització que la d'evitar la formació de gel[4] La majoria d'elles haan evolucionat de les proteïnes relacionades amb la patogènesi, de vegades conserven propietats antifúngiques.[4]
- En insectes les PA són de dos tipus:, Tenebrio que es troba en coleòpters)[5] i Dendroides que es troben en alguns lepidòpters. El seu sisè residu químic és la cisteïna.
- Organismes que viuen en gel marí. Les diatomees Fragilariopsis cylindrusi F. curta tenen PA')[6][7]

## Història
A la dècada de 1950 el científic canadenc Scholander va explicar com podien sobreviure els peixos àrtics a la presumpta congelació de la seva sang gràcies a una substància anticongelant que va ser aïllada per Arthur DeVries a finals de la dècada de 1960. El 1992, Griffith et al. documentaren el seu descobriment en les fulles del sègol. De forma gairebé simultània, Urrutia, Duman i Knight (1992) documentaren la proteïna amb histèresi tèrmica en les plantes angiospermes l'any següent se’n van trobar en 23 plantes algunes d'elles usades com comestibles. També informaren de la seva presència en fongs i bacteris.

## Aplicacions comercials
N'hi ha moltíssimes. S'està investigant usar-les comercialment en :
- incrementar la tolerància a la congelació de les plantes cultivades i estendre el període de creixement en les zones més fredes
- millorar l'aqüicultura en els climes més freds
- allargar la vida útil dels aliments i productes congelats
- ingredient de iogurts i gelats (provinent de la PA dels peixos)
- millorar la criocirurgia
- millorar la conservació de teixits pel trasplantament o transfusió en la medicina[11]
- teràpia per la hipotèrmia